# 홈레커 (텔레비전 프로그램)
홈레커(Homewrecker)는 MTV에서 2005년 10월 30일부터 2005년 12월 18일까지 방영된 리얼리티 프로그램으로, 라이언 던이 진행한다.